# Bernard Derrida
Bernard Derrida (* 1952 in El Biar, Algerien) ist ein französischer theoretischer Physiker, der sich mit statistischer Physik beschäftigt.

## Leben
Derrida studierte ab 1971 an der École normale supérieure in Paris, wo er 1974 sein DEA in theoretischer Physik und im selben Jahr seine Agrégation (Lehramtsexamen) erhielt. 1976 wurde er am Forschungsinstitut des Commissariat à l’énergie atomique (CEA) in Saclay (Lösung eines Dreikörperproblems: Untersuchung der Diffusion) diplomiert (Thèse de troisieme cycle). 1979 promovierte er am Institut Laue-Langevin in Grenoble (Thèse d’Etat mit Unordnungseffekte und Frustration in magnetischen Systemen, Kritische Eigenschaften der Bifurkationen eindimensionaler Abbildungen). Nach dem Militärdienst 1979/79 war er Physiker am Institut für theoretische Physik in Saclay. Seit 1993 ist er Professor an der Universität Paris VI (Pierre et Marie Curie) und der École normale supérieure. Seit 2007 ist er Mitglied des Institut universitaire de France.
1977 erhielt er den Prix Daniel Guinier der  Société française de physique und 1985 deren Prix IBM. 2001 wurde er mit dem Prix Ampère der Académie des sciences, deren Mitglied er seit 2004 ist, geehrt. 2010 konnte er zusammen mit John Cardy die Boltzmann-Medaille entgegennehmen. Für 2015 wurde ihm der Prix des trois physiciens zugesprochen.
Derrida befasste sich mit dynamischen Systemen (z. B. Julia-Menge, Untersuchung der fraktalen Struktur der Nullstellen der Verteilungsfunktion in hierarchischen Systemen mit Claude Itzykson), Lokalisation, Ljapunow-Exponenten, Phasenübergängen, Spin-Gläsern und neuronalen Netzwerken, ungeordnete Systeme (wo er 1980 das Random Energy Model vorschlug), Nichtgleichgewichts-Systeme, Theorie der Evolution und anderen mathematischen Problemen der Biologie. 
2006 war er Gastreferent auf dem Internationalen Mathematikerkongress in Madrid (Matrix ansatz and large deviations of the density in exclusion processes).

## Schriften
- Gittergase (französisch), Pour la Science 1993 (französische Ausgabe von Scientific American)
- The random energy model, Physics Reports Bd. 67, 1980 Common trends in particle and condensed matter physics, Les Houches Lectures
- Random energy model: limit of a family of disordered models, Physical Review Letters, Bd. 45, 1980, S. 79 (Random Energy Model)